# Contea di Bailey
La contea di Bailey (in inglese Bailey County) è una contea dello Stato del Texas, negli Stati Uniti. La popolazione al censimento del 2010 era di 7 165 abitanti. Il capoluogo di contea è Muleshoe. Questo paese si trova a est dal confine di stato del Nuovo Messico.
La contea è stata creata nel 1876, e organizzata nel 1919. Il suo nome deriva da Peter James Bailey, un difensore della missione Alamo.

## Geografia fisica
| Anno       | Popolazione | ±%       |
| ---------- | ----------- | -------- |
| 1900       | 4           | Note:    |
| 1910       | 312         | 7,700.0% |
| 1920       | 517         | 65.7%    |
| 1930       | 5,186       | 903.1%   |
| 1940       | 6,318       | 21.8%    |
| 1950       | 7,592       | 20.2%    |
| 1960       | 9,090       | 19.7%    |
| 1970       | 8,487       | −6.6%    |
| 1980       | 8,168       | −3.8%    |
| 1990       | 7,064       | −13.5%   |
| 2000       | 6,594       | −6.7%    |
| 2010       | 7,165       | 8.7%     |
| Stima 2015 | 7,210       | 0.6%     |

Secondo l'Ufficio del censimento degli Stati Uniti d'America la contea ha un'area totale di 827 miglia quadrate (2140 km²), di cui 827 miglia quadrate (2140 km²) sono costituite da terra ferma, e 0.7 miglia quadrate (1,8 km², equivalenti allo 0,08% dell'intero territorio) sono acqua.

### Strade principali
- U.S. Highway 70
- U.S. Highway 84
- State Highway 214

### Contee adiacenti
- Parmer County (nord)
- Lamb County (est)
- Cochran County (sud)
- Contea di Roosevelt (ovst)
- Contea di Curry (nord-ovest)

### Aree protette
- Grulla National Wildlife Refuge (parte)
- Muleshoe National Wildlife Refuge

## Società

### Evoluzione demografica
Secondo il censimento del 2010, c'erano 7 165 persone. La composizione etnica della città era formata dal 75.3% di bianchi, l'1.2% di afroamericani, l'1.4% di nativi americani, lo0.4% di asiatici, il 19.6% di altre razze, e il 2.0% di due o più etnie. Ispanici o latinos di qualunque razza erano il 59.8% della popolazione.
Secondo il censimento del 2000, c'erano 6 594 persone, 2,348 nuclei familiari e 1,777 famiglie residenti nella città. La densità di popolazione era di 8 persone per miglio quadrato (3/km²). C'erano 2,738 unità abitative a una densità media di 3 per miglio quadrato (1/km²). La composizione etnica della città era formata dal 66.68% di bianchi, l'1.27% di afroamericani, lo 0.65% di nativi americani, lo 0.14% di asiatici, il 28.60% di altre razze, e il 2.65% di due o più etnie. Ispanici o latinos di qualunque razza erano il 47.30% della popolazione.
C'erano 2,348 nuclei familiari di cui il 37.1% aveva figli di età inferiore ai 18 anni, il 64.9% erano coppie sposate conviventi, il 7.5% aveva un capofamiglia femmina senza marito, e il 24.3% erano non-famiglie. Il 22.3% di tutti i nuclei familiari erano individuali e l'12.8% aveva componenti con un'età di 65 anni o più che vivevano da soli. Il numero di componenti medio di un nucleo familiare era di 2.78 e quello di una famiglia era di 3.28.
La popolazione era composta dal 30.3% di persone sotto i 18 anni, il 8.6% di persone dai 18 ai 24 anni, il 24.7% di persone dai 25 ai 44 anni, il 21.2% di persone dai 45 ai 64 anni, e il 15.2% di persone di 65 anni o più. L'età media era di 35 anni. Per ogni 100 femmine c'erano 96.0 maschi. Per ogni 100 femmine dai 18 anni in su, c'erano 94.1 maschi.
Il reddito medio di un nucleo familiare era di 27,901 dollari, e quello di una famiglia era di 32,898 dollari. I maschi avevano un reddito medio di 25,150 dollari contro i 18,309 dollari delle femmine. Il reddito pro capite era di 12,979 dollari. Circa il 13.50% delle famiglie e il 16.70% della popolazione erano sotto la soglia di povertà, incluso il 20.40% di persone sotto i 18 anni e il 12.60% di persone di 65 anni o più.

## Istruzione
La maggior parte di Bailey County è servita dalla Muleshoe Independent School District, che si estende anche nelle contee vicine.
La Farwell Independent School District e la Sudan Independent School District, che hanno le sedi nelle contee confinanti, si estendono nella Contea di Bailey, e servono piccole porzioni di essa.

## Amministrazione
Il giudice della contea è Sherri Harrison, la sua assistente è Michelle McDaniel, il procuratore è Jackie R. Claborn II, il tesoriere è Shonda L. Black, lo sceriffo è Richard Wills , il vice-capo della polizia è Julian Dominguez, la segretaria dello sceriffo è Barbara Haley, mentre il ruolo di amministratore del carcere è affidato a Mary Lopez.

## Comunità

### City
- Muleshoe

### Comunità non incorporate
- Bula (Texas)
- Enochs
- Maple
- Needmore

### Città fantasma
- Virginia City